# Phycis
Genre
Phycis est un genre de poissons de la famille des Gadidae ou des Phycidae selon les classifications. 

## Liste des espèces
Selon FishBase (16 fev. 2016) et World Register of Marine Species (16 fev. 2016) :
- Phycis blennoides (Brünnich, 1768)
- Phycis chesteri Goode et Bean, 1878
- Phycis phycis (Linnaeus, 1766) -- Mostelle